# Айхштетское княжество-епископство
Княжество-епископство Айхштетт (нем. Fürstbistum Eichstätt или Hochstift Eichstätt) — духовное княжество в составе Священной Римской империи, существовавшее с XIV века до Германской медиатизации 1803 года. Княжество находилось на территории современной земли Бавария западнее Регенсбурга, севернее Нойбург-ан-дер-Донау и Ингольштадта, южнее Нюрнберга и юго-восточнее Ансбаха. Территория княжества состояла из нескольких не связанных между собой кусков.

## История
В 740 году Виллибальд был направлен папой Григорием III в Германию. Центром его миссии стал город Айхштетт. В 741 году он был рукоположен в епископы. Так образовалась епархия Айхштетта.
В 1305 году скончался, не имея наследника, последний из графов фон Хиршберг, который завещал свои владения Айхштетскому епископству. Так епископ Айхштетский стал имперским князем; на собраниях князей империи он сидел между епископами Вормским и Шпайерским.
В 1525 году княжество пострадало от крестьянской войны.
Перед Тридцатилетней войной княжество в 1617 году присоединилось к Католической лиге и стало одним из оплотов контрреформации, здесь развернулась охота на ведьм.
В 1802 году в рамках германской медиатизации княжество-епископство было секуляризовано. В 1803 году вместе с Зальцбургским архиепископством оно вошло в состав Зальцбургского курфюршества, а в 1805 году в соответствии с условиями Пресбургского мира его территория вошла в состав королевства Бавария.